# اچ‌ام‌اس بلین (ال۴۷)
اچ‌ام‌اس بلین (ال۴۷) (به انگلیسی: HMS Blean (L47)) یک زیردریایی است که طول آن ۸۵٫۳ متر (۲۷۹ فوت ۱۰ اینچ) می‌باشد. این زیردریایی در سال ۱۹۴۲ ساخته شد.